# Holzhaus (Hörgertshausen)
Holzhaus ist eine Einöde in der Gemeinde Hörgertshausen im oberbayerischen Landkreis Freising.

## Geographie
Die zwei Anwesen liegen etwa zweieinhalb Kilometer nordöstlich von Hörgertshausen. 

## Geschichte
Der Ort stellt mit 522 m NHN die höchste Erhebung in der Gemeinde dar. Die Erstnennung erfolgte 1790 in den Pfarrmatrikeln der Pfarrei Hörgertshausen als "beim Gocklmayr häußl".

### Einwohnerentwicklung
Die Bevölkerung von Holzhaus hat sich seit 1877 wie folgt entwickelt:
| Jahr | Einwohner |
| ---- | --------- |
| 1877 | 3         |
| 1928 | 6         |
| 1952 | 7         |
| 1978 | 5         |
| 1987 | 2         |